# Zigarrenfabrik Märker & Kraft

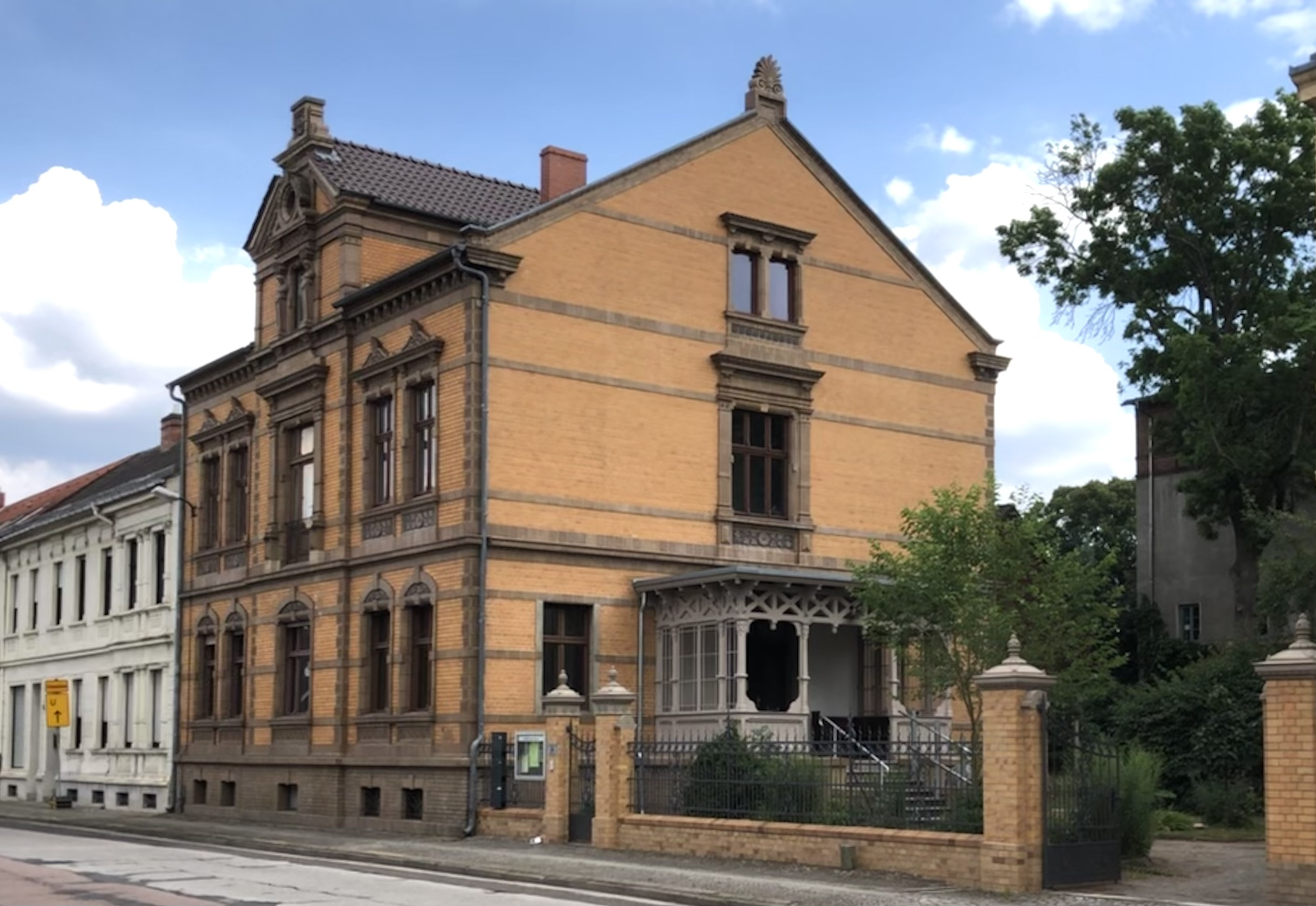
Villa im Jahr 2022

Die Zigarrenfabrik Märker & Kraft war eine Zigarrenfabrik im heutigen Oranienbaum-Wörlitz in Sachsen-Anhalt. Erhaltene Bauten der Fabrik stehen unter Denkmalschutz.

## Lage
Das Fabrikgelände befindet sich im Ortsteil Oranienbaum, auf der Südseite der Brauerstraße, an der Adresse Brauerstraße 26. Unmittelbar östlich grenzt das gleichfalls denkmalgeschützte Haus Brauerstraße 25 an. Westlich steht die Stadtkirche Oranienbaum.

## Geschichte
An der Nordseite des Grundstücks, unmittelbar an der Brauerstraße, befindet sich die 1895 vom Dessauer Maurermeister Oskar Arendt für den Tabakfabrikanten O. Maerker errichtete Villa. Sie wird heute als Pfarrhaus der benachbarten Stadtkirche genutzt. Das zweigeschossige symmetrische Gebäude ist in Klinkerbauweise erstellt. Die Fassade ist fünfachsig ausgeführt, wobei die mittlere Achse als flacher Risalit hervortritt. Der Risalit läuft in einen als Zwerchhaus gestalteten Giebel aus. Das Obergeschoss ist als Beletage betont. An der Westseite ist eine hölzerne Loggia angefügt, in der sich der Hauseingang befindet. Zur Straße hin ist das Grundstück von einem schmiedeeisernen Zaun abgegrenzt.
Im Inneren des Gebäudes sind bauzeitliche Einrichtungselemente erhalten. So bestehen noch originale Türen. Auch die Treppenanlage und der Stuck stammen aus der Bauzeit. Im Treppenaufgang sind Fenster in der Gestaltung des Jugendstils erhalten. Die Villa gilt als bedeutendster Bau der Gründerzeit in Oranienbaum.
Das südlich angrenzende, in der Zeit um 1890 errichtete Fabrikgebäude, verfügt über einen dreigeschossigen verputzten Unterbau, auf dem sich ein ziegelsichtiges Dachgeschoss befindet. Auf der Giebelseite besteht ein kolossaler Blendbogen. Die Fabrikanlage gilt als größte erhaltene Anlage ihrer Art in Oranienbaum, einem historischen Zentrum der Zigarrenproduktion.
Im örtlichen Denkmalverzeichnis ist die Villa unter der Erfassungsnummer 094 40365 als Baudenkmal eingetragen. Das Fabrikgebäude wird unter der Nummer 094 40365 001 als Teilobjekt des Baudenkmals geführt.